# 毛岛灰绣眼鸟
毛岛灰绣眼鸟（学名：Zosterops mauritianus）是一种绣眼鸟科绣眼鸟属的鸟类，属于毛里求斯岛上两种特有种绣眼鸟之一，另一种是更为稀少的毛里求斯绣眼鸟。上半身整体为灰色，下半身为灰白色，臀部和腋羽是十分显眼的白色。这种鸟栖息于次生林、森林和花园中。它与留尼汪灰绣眼鸟亲缘关系很近，曾经被认为是同种，统称为马斯克林绣眼鸟。

## 分类
1789年，德国博物学家约翰·弗里德里希·格梅林在其卡尔·林奈的《自然系统》修订和扩展版中，首次正式描述了毛里求斯灰绣眼鸟。他将其归类于鹟科中的鹟属，并创造了二名法学名Muscicapa mauritiana。法国博学家乔治-路易·勒克莱尔·德·布丰于1778年在其《自然史：鸟类》中对“Figuier bleu”进行了描述，而格梅林的记述正是基于此，还附上了一张弗朗索瓦-尼古拉斯·马蒂内手工上色的版画。1827年尼古拉斯·艾尔沃德·维格和托马斯·霍斯菲尔德引入了绣眼鸟属，毛岛灰绣眼鸟与其他一百余种绣眼鸟被一同归类其中。

## 描述
毛岛灰绣眼鸟体长约10厘米，体重7.5—11公克。额头和上半身整体为灰色，带有轻微橄榄褐色，臀部（尾上覆羽）为明显浅白色，尾巴则为深灰褐色，白色眼圈极不明显；喉部为乳白色，胸部逐渐过渡到浅灰色，而体侧仍带有部分橄榄褐色；飞羽呈深灰褐色，边缘颜色较浅，初级飞羽黑色，初级覆羽深灰色，其他翼上覆羽偏灰褐色，翼下覆羽和腋羽为白色；其喙黑色，短而直；眼睛呈红褐色，腿也为黑色，没有雌雄差异。幼鸟的上半身橄榄褐色更明显，而下半身可能带有橄榄黄色；眼睛呈浅灰褐色（直到约1岁）。

## 习性
毛岛灰绣眼鸟会习惯性地翘起尾巴。具有一定的社会性，觅食时经常会结成小群，通常为3—6只，但有时也可能单独或成对，亦或组成25只甚至100只的集群，在非繁殖期尤甚；集群中有时也会混有毛里求斯绣眼鸟、毛里求斯艳织雀、红耳鹎等。常出现社交理羽和相互依偎的现象，在家族内尤为常见。

### 食性
毛岛灰绣眼鸟主要以花蜜和昆虫为食；花蜜主要来自引入物种如马缨丹、茶树等，本地物种如Roussea simplex和拟九节属植物也在食谱之内（很可能是Roussea simplex的传粉者），且花蜜是它们在繁殖期重要的碳水化合物来源，容易代谢的花蜜能够快速满足自身需求，帮助亲鸟减少用于抚育幼鸟的时间和精力；而昆虫则主要以半翅目、蟋蟀、鳞翅目及幼虫组成。这种鸟常在日出时吸食花蜜，能够在密集的花序中轻松觅食，单次采蜜的时长相较毛里求斯绣眼鸟也较短；而日出约四小时后则捕食昆虫，一般通过在树叶间、花间觅食、沿小枝、树皮、腐木和地面探寻，或通过空中捕食获得。

### 繁殖
毛岛灰绣眼鸟的繁殖期为9月至次年3月，繁殖高峰在10月至12月，曾在6月和7月记录到有无蛋的巢，8月下旬见到离巢幼鸟。巢有时呈松散的半群居群体（巢间距可能仅为5—10米），通常没有领地意识或巢穴防御，或仅有非常小的领地（约1公顷），这种现象可能是为了应对较高的被捕食风险；曾有报告称有助养者喂养幼鸟，这可能与塞舌尔绣眼鸟的合作繁殖行为类似。其明显的白色腋部和臀部在求偶展示中很重要。筑巢期约为4—5天。多窝繁殖，有时在前一窝幼鸟仍在巢中时开始新的筑巢活动，并且会循环利用旧巢的材料。鸟巢呈杯状，比较薄且稀疏，能够透过看到卵，但实际很坚固，由苔藓、地衣、树叶或须根和干草制成，用蜘蛛网固定，衬有松散缠绕的细毛，筑于树叶末端的细小枝干上，距地面1—13米高处（多数在4—8米），通常在松树上，也可见在其他位置，但通常会躲开低矮的灌木或蕨类。每窝通常产两枚卵，偶尔为三枚，呈淡蓝色；孵化期为12—13天，双亲轮流孵卵，约15—30分钟便会轮换，雌性在掠食者前来时也不会放弃孵卵；雏鸟育雏期为10—14天，离巢后依赖期约为2周。其筑巢成功率仅7.8%，甚至曾有一对親鳥尝试筑巢多達九次；大多数失败原因來自于遭捕食，目前仅确认了一种掠食者其巢的天敵，即毛里求斯短脚鹎，而红耳鹎可能也是潛在的掠食者。遭捕食后，毛岛灰绣眼鸟可能仅两天内就开始筑新巢。

### 鸣声
毛岛灰绣眼鸟鸣叫声为平淡的“plee plee plee”，但通常由多只鸟同时发出，所以十分嘈杂；常在清晨或傍晚鸣唱，为婉转的哨声，一般还会由几声鸣叫先导，其中偶有效鸣。有时在飞行中发出快速的“chip”声，或在敌对互动时发出刺耳的尖鸣声。

## 威胁与保护
毛岛灰绣眼鸟是IUCN认定的无危物种，总数量估计为34,000—68,000对。掠食者包括毛里求斯隼，毛里求斯短脚鹎或红耳鹎（疑似）也会对巢穴造成威胁。这种鸟未能在森林外栖息可能是由于禽疟疾和Leucocytozoon属寄生虫的影响。

## 图集

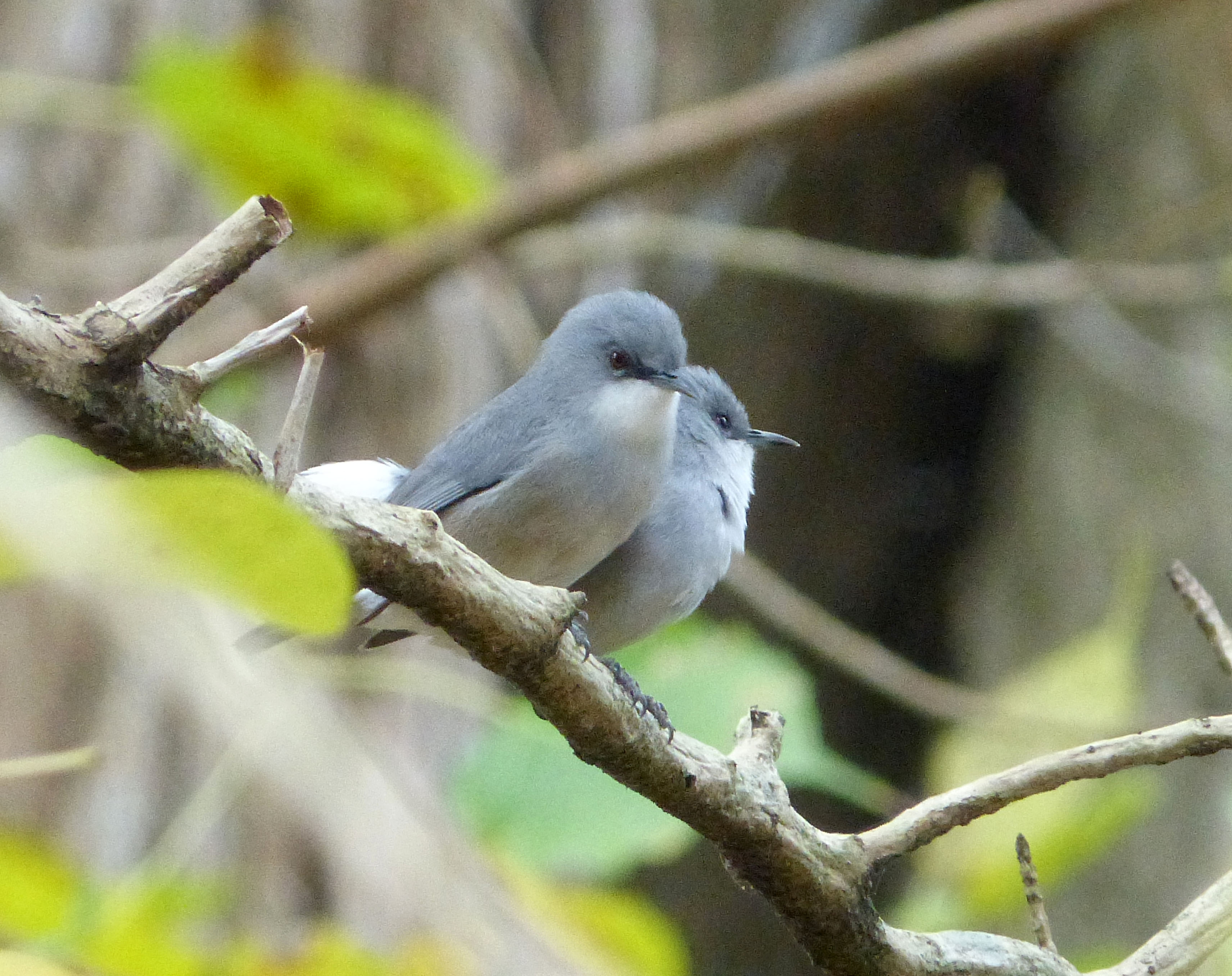
庞普勒穆斯植物园中的一对鸟
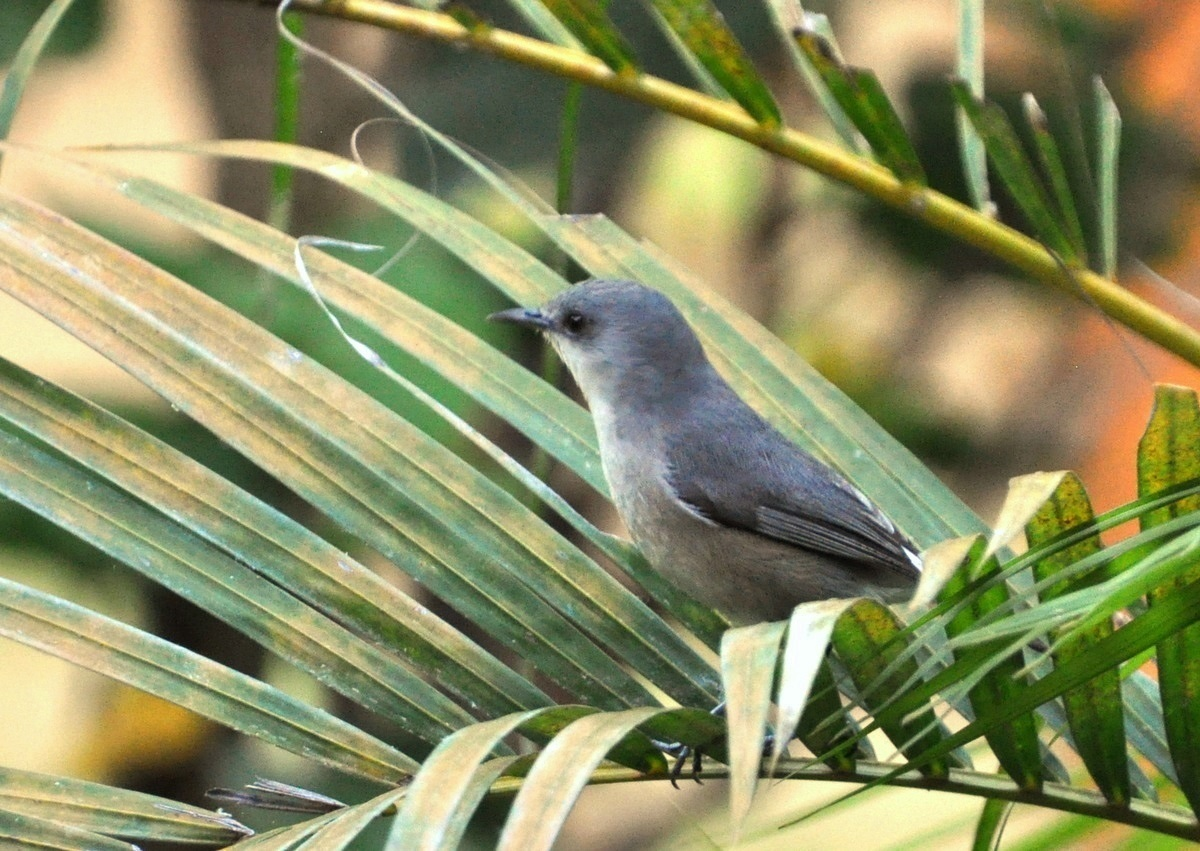
于黑河（Black River）河口
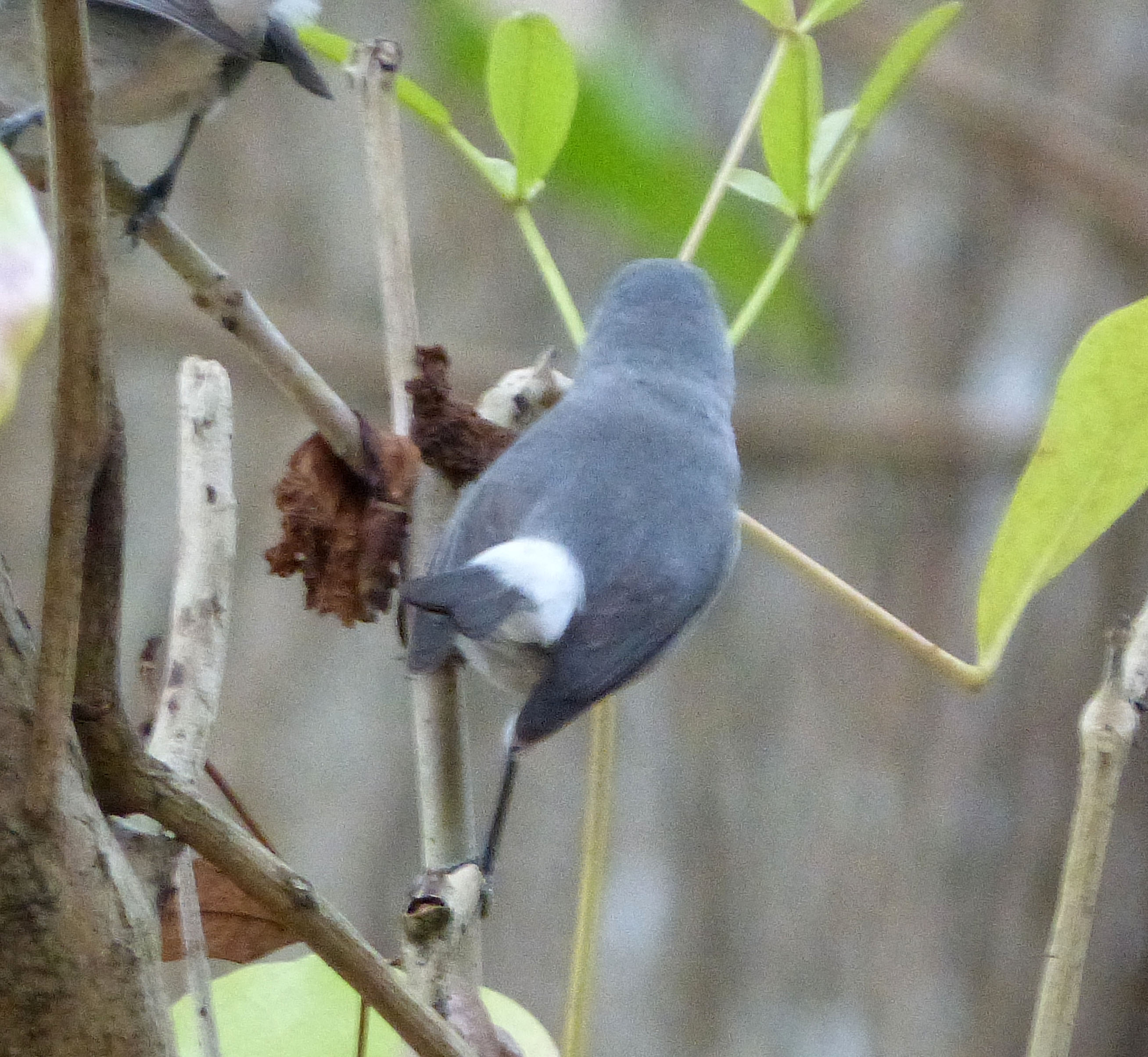
一览白色尾下覆羽
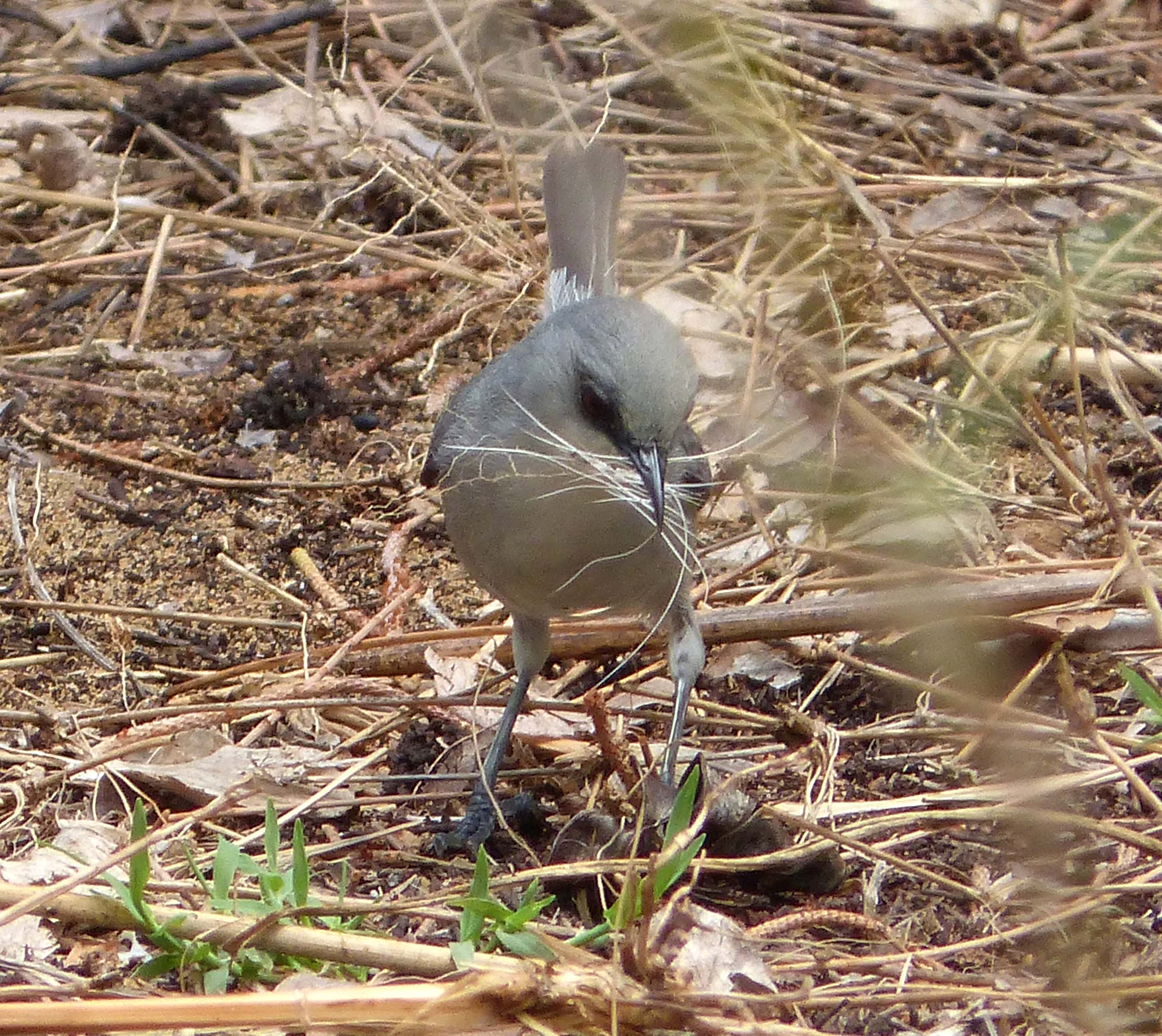
收集巢材